# 馬瀬村立中切小学校川上分校
下呂市立中切小学校川上分校（げろしりつ なかぎりしょうがっこう かおれぶんこう）は、かつて岐阜県益田郡馬瀬村に存在した公立小学校の分校。

## 概要
- 中切小学校の分校であった。校区の川上地区は馬瀬川最上流部の集落である。
- 校舎は2018年時点では現存する。また、川上分校跡付近の国道257号には、濃飛バス馬瀬線の「川上分校前」停留所がある。

## 沿革
- 1877年（明治10年）7月 - 馬瀬村大字川上に私立の学校が開校[注釈 3]。
- 1899年（明治32年）4月 - 中切尋常小学校川上分教場となる。校舎は民家を借用。私学扱いであり、未認可の分校であった。
- 1901年（明治34年） - 校舎を新築。
- 1904年（明治37年）5月 - 正式に認可され、公立の中切尋常小学校川上分教場となる。
- 1929年（昭和4年）12月24日 - 大字川上字上票原に新築移転。
- 1941年（昭和16年）4月1日 - 中切国民学校川上分教場に改称する。
- 1947年（昭和22年）4月1日 - 馬瀬村立中切小学校川上分校に改称する。
- 1951年（昭和26年） - 現在地に移転。建物は1929年完成の校舎を移築。
- 1963年（昭和38年）11月 - 校舎を新築。
- 1980年（昭和55年）3月11日 - 廃校。廃校時の児童数は2名[注釈 4]。